# Мелбурн Ребелс
Мелбурн Ребелс је један од пет аустралијских професионалних рагби јунион тимова који се такмичи у Супер Рагби. Међу познатим рагбистима који су играли за овај клуб су Грег Сомервил, Дени Сиприани, Џејмс Оконор, Куртли Бејл... Најбољи стрелац у историји Ребелса је Џејсон Вудвард - 205 поена, а највише утакмица за Мелбурн Ребелсе је одиграо Хју Пил - 55 утакмица.
 Састав у сезони 2016
Круз Ах-Нау
Паул Ало-Емиле
Кеита Инагаки
Тоби Смит
Лаури Викс
Патрик Леафа
Том Секстон
Бен Витејкер
Сем Џефрис
Лук Џонс
Скот Фуглистелер
Скот Хигинботам
Џорди Рид
Радике Само
Лопети Тимани
Лук Бургес
Бен Меан
Ник Стирзекер
Џек Дебрецени
Брис Хегарти
Тамати Елисон
Том Енглиш
Мајк Харис
Мич Инман
Сефанаиа Наивалу
Том Кингстон
Дом Шиперли
Телуса Веаину
Џона Пласид